# Canthigaster epilampra
Canthigaster epilampra, tên thông thường là cá nóc đèn lồng, là một loài cá biển thuộc chi Canthigaster trong họ Cá nóc. Loài này được mô tả lần đầu tiên vào năm 1903.

## Phân bố và môi trường sống
C. epilampra có phạm vi phân bố ở vùng biển Tây Thái Bình Dương. Loài này được tìm thấy ở phía đông quần đảo Mã Lai, từ Sabah (Malaysia), đông bắc Kalimantan và Bali (Indonesia) trải rộng đến các quần đảo thuộc 3 tiểu vùng: Melanesia, Micronesia và Polynesia. Phía bắc đến đảo Đài Loan và quần đảo Ryukyu và quần đảo Ogasawara (phía nam Nhật Bản). Phía nam giới hạn đến phía bắc rạn san hô Great Barrier và New Caledonia. Ở Đông Nam Ấn Độ Dương, C. epilampra có mặt tại đảo Giáng Sinh. Những mẫu vật đầu tiên được thu thập tại đảo Maui (quần đảo Hawaii). C. epilampra sống xung quanh các rạn san hô ở độ sâu khoảng từ 6 đến 90 m, nhưng phổ biến hơn ở độ sâu trên 25 m.

## Mô tả
C. epilampra trưởng thành có kích thước tối đa được ghi nhận là khoảng 12 cm. Cơ thể có màu nâu nhạt, vùng bụng có màu trắng hơn. Đầu và thân được phủ các đốm nhỏ màu xanh ánh kim. Mắt vàng, xung quanh tỏa ra các sọc màu xanh lơ. Có một đốm màu vàng phía trên gốc vây ngực và một đốm đen ở gốc vây lưng. Vây đuôi màu vàng có các vệt màu xanh lam đậm.
Số gai ở vây lưng: 0; Số tia vây mềm ở vây lưng: 10; Số gai ở vây hậu môn: 0; Số tia vây mềm ở vây hậu môn: 9; Số tia vây mềm ở vây ngực: 15 - 18.
Cũng như những loài cá nóc khác, C. epilampra có khả năng sản xuất và tích lũy các độc tố như tetrodotoxin và saxitoxin trong da, tuyến sinh dục và gan. Mức độ độc tính khác nhau tùy theo từng loài, và cũng phụ thuộc vào khu vực địa lý và mùa.
Thức ăn của C. epilampra là các loài rong tảo, động vật giáp xác và động vật thân mềm. Chúng có thể sống đơn độc hoặc bơi theo cặp, cũng có khi hợp thành đàn trên các rạn san hô. C. epilampra được đánh bắt nhằm mục đích thương mại cá cảnh.